# Estación de San Fernando-Centro
San Fernando-Centro es una estación ferroviaria situada en el municipio español de San Fernando en la provincia de Cádiz, comunidad autónoma de Andalucía. Forma parte de la línea C-1 de Cercanías Cádiz. 

## La estación
Se encuentra ubicada enfrente del Paseo General Lobo, separando la zona civil de la antigua zona militar de la ciudad de San Fernando. Desde su creación hasta otoño de 2007, fue la estación central de San Fernando, pasando la recepción de la mayoría de las líneas a la estación de Bahía Sur y convirtiéndose entonces en apeadero.
Desde el 17 de enero de 2010 está en funcionamiento el nuevo, moderno y funcional edificio principal de San Fernando-Centro.

## Servicios ferroviarios

### Cercanías
El uso del apeadero de San Fernando-Centro se reduce a la subida y bajada de pasajeros de la línea C-1 de Cercanías Cádiz, con horarios cuyas frecuencias oscilan entre los treinta minutos de la hora punta de los días entre semana y la hora en fines de semana.
| procedencia/destino | < estación             | Línea | estación >  | destino/procedencia |
| ------------------- | ---------------------- | ----- | ----------- | ------------------- |
| Cádiz               | San Fernando-Bahía Sur |       | Puerto Real | Aeropuerto de Jerez |